# 1er bataillon de tirailleurs sénégalais
Pour les articles homonymes, voir 1er bataillon.
Le 1er bataillon de tirailleurs sénégalais (ou 1er BTS) est un bataillon des troupes coloniales françaises.

## Création et différentes dénominations
- 16 septembre 1914 : formation du 1er bataillon de tirailleurs sénégalais à partir du 1er bataillon de tirailleurs sénégalais d'Algérie[1]
- 6 mars 1915 : devient IIe bataillon du 4e régiment mixte colonial[1]

## Chefs de corps
- septembre - novembre 1914 : commandant Brochot †

## Historique des garnisons, combats et batailles du1erBTS

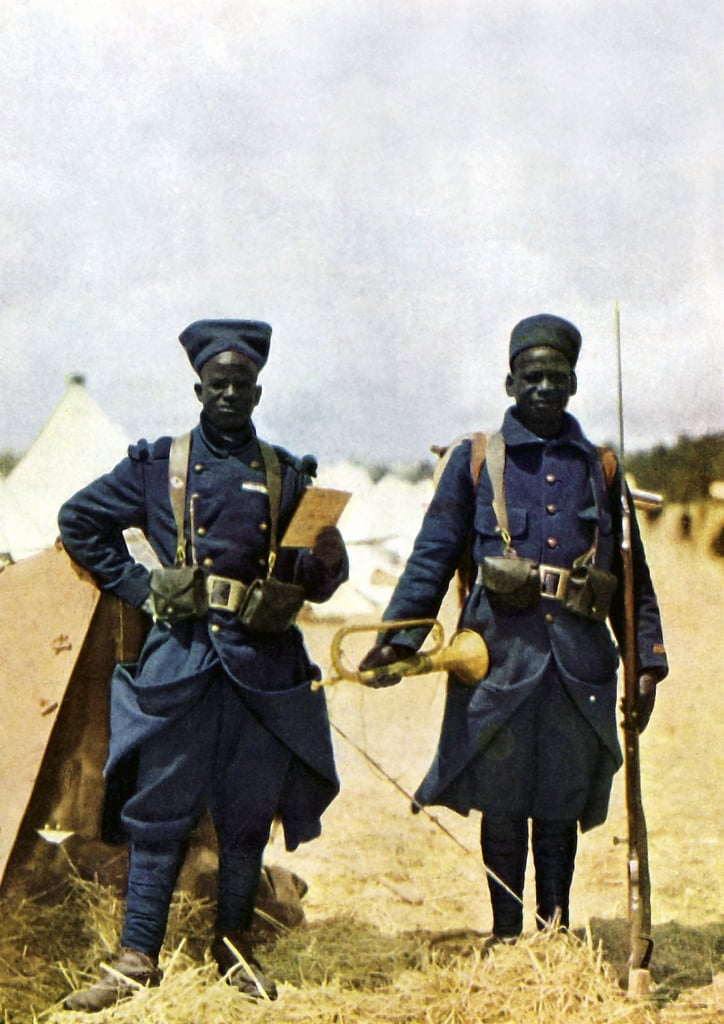
Autochrome (photographie en couleur d'époque) de Jules Gervais-Courtellemont présentant deux tirailleurs sénégalais en France en 1914 ou 1915.

Le bataillon est envoyé d'Algérie en France métropolitaine début septembre 1914. Il est formé de tirailleurs aguerris, endurcis par les opérations militaires en Afrique du Nord. Il combat dans la bataille des Marais de Saint-Gond du 3 au 13 octobre, puis dans la bataille de Dixmude (au côté de la brigade de fusiliers marins) du 28 octobre au 16 novembre,. Le 10 novembre, le bataillon est encerclé et quasi-totalement anéanti.
Les survivants sont mis en réserve dans le Sud-Est de la France. Réorganisé et recomplété, le bataillon est dissous en mars 1915 et intégré dans le 4e régiment mixte colonial en prévision de l'expédition des Dardanelles.